# Crateritheca billardi
Crateritheca billardi är en nässeldjursart som först beskrevs av V.S. Bale 1915.  Crateritheca billardi ingår i släktet Crateritheca och familjen Sertulariidae. Inga underarter finns listade i Catalogue of Life.